# Hydriomena charlestonia
Hydriomena charlestonia là một loài bướm đêm trong họ Geometridae.